# Touchdown

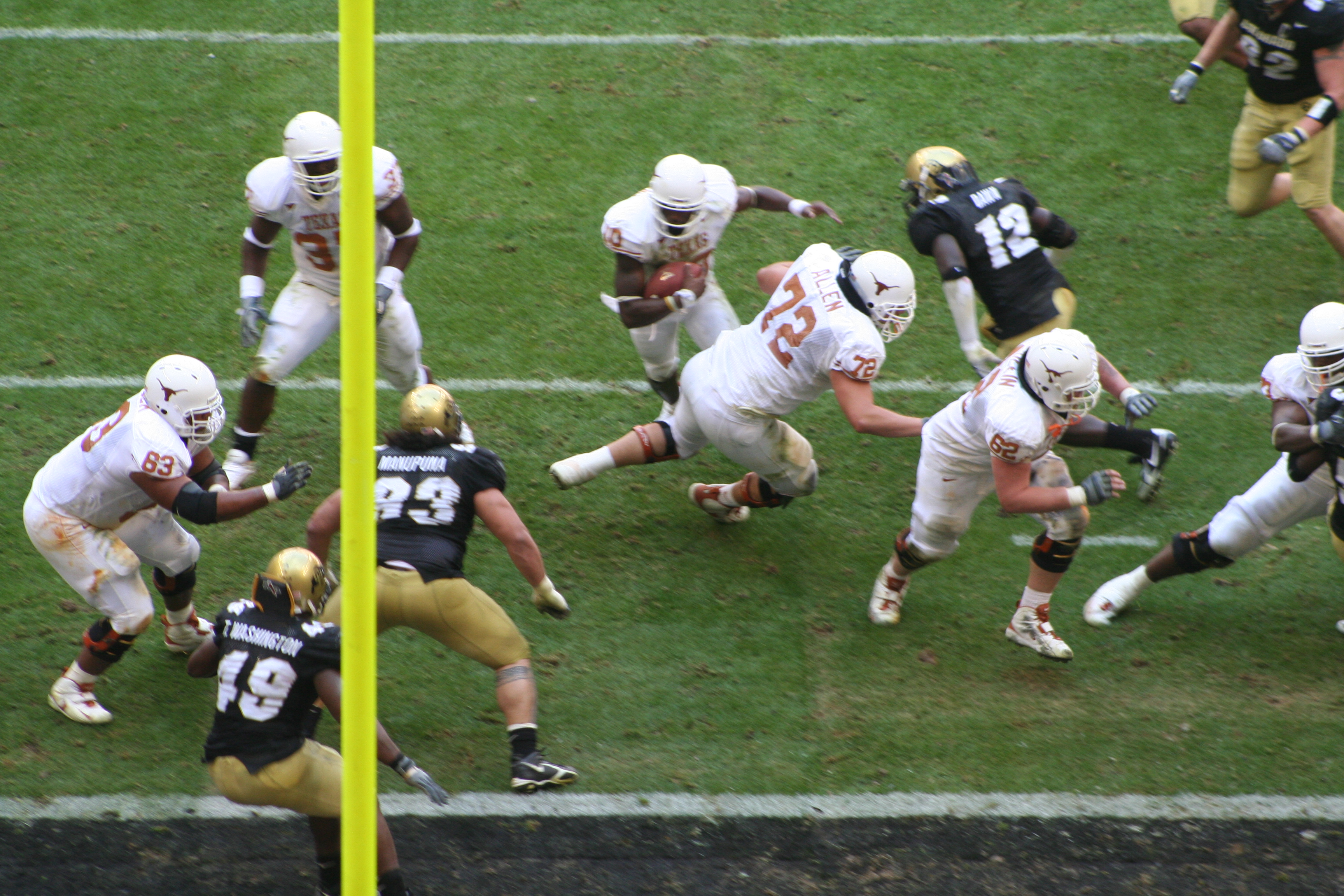
A Texas Longhorn irányítója, Vince Young (középen, labdával) touchdownt próbál elérni a University of Colorado elleni egyetemi mérkőzésen. A függőleges sárga rúd a „kapufa”.

A touchdown (röviden: TD) az amerikai futball pontozásának legfontosabb eleme, mely akkor következik be, ha valaki a játékosok közül az ellenfél célterületére (End Zone) viszi be a labdát, vagy az irányító a célterületen álló társának dobja a labdát, aki mindkét lábával érinti a földet, az elkapott labdával a kezében. TD-t elérhet a védő és a támadócsapat is. A védő labdaszerzés után közvetlenül, a támadó pedig egy akciósorozat végén (lehet passz, vagy futás eredménye is). TD után a labda a 3-yardos vonalra kerül, és innen szerezhet a támadó csapat bónusz pontokat kétféle módon. Egy touchdownért 6 pont jár.
A touchdownt szerző csapatnak lehetősége van ezután az extra pont megszerzésére is.
Touchdown után az amerikaifutball-játékosok gyakran valamilyen speciális mozgássorral vagy tánccal ünnepelnek. Ilyen a high-five, backflip, labdapörgetés, egyedi tánc vagy a Lambeau-Leap.
A leglátványosabb ünneplők Terrell Owens, Chad Johnson, Steve Smith, és Joe Horn. Az se ritka, hogy egyáltalán nem ünneplik a touchdownt (Barry Sanders, a Detroit Lions running backje is ilyen volt), egyszerűen csak a bíró kezébe adják a labdát.
A 2006-os idénytől kezdve szigorításokat szavaztak meg a csapatok a túlzott ünneplésre vonatkozólag. Bár elismerik a Johnson-féle ünneplések szórakoztató hatását, ezzel együtt úgy gondolták a csapatok vezetői, hogy túlzottan előtérbe helyezi a touchdownt szerző játékos „egoját”, és ez egy csapatsportnál nemkívánatos. Az ilyen túlzásba vitt ünneplések miatt sok – főleg védekező – játékos is panaszkodott a hivatalos szerveknél. A szabálymódosításban valószínűleg annak is nagy szerepe van, hogy az NFL edzők nagy része igen konzervatív szellemiséget képvisel.
A touchdown és a rögbiben használt try között a legnagyobb különbség az, hogy try-nál a labdát a földre kell tenni.
A touchdown kifejezést használja még a rugby union és a rugby league a kifejezés szó szerinti (kb. „lerakás”, „lehelyezés”) értelmében. Ekkor arra mozdulatra utal, amellyel a labdát a gólvonal mögött lehelyezik.